# Cantem de Cor
Cantem de Cor fou un concurs musical de Canal 9, presentat per Òscar Forés i Sabina Garcés. Era una mescla de concurs, talent show i reality show on diversos cors de la Comunitat Valenicana participaven, sovint versionant cançons populars. Entre les cançons representades hi trobem Tio Canya, d'Al Tall. S'emetia, des de setembre de 2010, en horari de prime-time (22:00 a 00:00) dels dilluns. L'emissió d'este programa, juntament amb altres de la mateixa temporada, responia a una intenció del consell de RTVV de dotar d'espais amb caràcter valencià a l'oferta de Canal 9. El concurs va ser guanyat per la Coral Sant Jaume de Vila-real, que va imposar-se en la final a la Coral de Vinalopó.